# Rasa de Fontjoana
La Rasa de Fontjoana és un torrent afluent per l'esquerra de l'Aigua d'Ora el curs del qual transcorre íntegrament pel terme municipal de Navès per bé que un tram del seu curs mitjà fa de frontera amb el terme municipal de Montmajor.

## Perfil del seu curs
| Recorregut (en m.) | Altitud (en m.) | Pendent |
| ------------------ | --------------- | ------- |
| 0                  | 842             | -       |
| 250                | 836             | 2,4%    |
| 500                | 816             | 8,0%    |
| 750                | 788             | 11,2%   |
| 1.000              | 718             | 28,0%   |
| 1.250              | 689             | 11,6%   |
| 1.500              | 658             | 12,4%   |
| 1.750              | 651             | 2,8%    |
| 2.053              | 573             | 25,7%   |

## Xarxa hidrogràfica
La xarxa hidrogràfica de la Rasa de Fontjoana està integrada per un total de 2 cursos fluvials. La totalitat de la xarxa suma una longitud de 2.357 m. que transcorren íntegrament pel terme municipal de Navès.